# Perilitus altaicus
Perilitus altaicus är en stekelart som beskrevs av Haeselbarth 1999. Perilitus altaicus ingår i släktet Perilitus och familjen bracksteklar. Inga underarter finns listade i Catalogue of Life.